# Bércoun africký
Bércoun africký, též bércoun krátkouchý (Macroscelides proboscideus) je malý hmyzožravý savec žijící v pouštích a polopouštích jihozápadní části Afriky.

## Synonyma
- Macroscelides typus A. Smith, 1829

## Popis
- hmotnost: 40–50 g
- délka těla: 100–110 mm
- délka ocasu: 97–130 mm

Bércoun africký je nejmenší ze všech bércounů. Stavbou těla připomíná rejska s dlouhým ocasem a prodlouženýma, štíhlýma zadníma nohama. Na všech končetinách má pět prstů zakončeným drápky. Oproti ostatním bércounům jsou uši bércouna afrického menší a zakulacené, takže se téměř ztrácí v srsti. Nápadný je dlouhý, špičatý a velmi pohyblivý rypáček, který slouží k chytání hmyzu. Na bázi rypáčku vyrůstají dlouhé hmatové chlupy.
Při pohybu je dlouhý ocas nesen vodorovně se zemí.
Srst je neobvykle dlouhá, jemná a hustá, na hřbetě tmavší než na břiše. Jednotlivé chlupy jsou tmavě pigmentované, jejich konce, které propůjčují barvu celému živočichovi, jsou hnědé, šedavé nebo i do oranžova. Existuje několik barevných variet bércouna, které se někdy popisují jako poddruhy. Ocas je porostlý černými štětinami a při jeho kořeni je nápadná pachová žláza.
Bércounům africkým chybí světlé kruhy okolo očí, které jsou typické pro jiné bércouny.

## Rozšíření a stanoviště
Bércoun africký žije v pouštích, polopouštích a na suchých okrajích savan a to hlavně v Namibii, jižní části Botswany a v Jihoafrické republice.

## Biologie
Bércouni jsou samotáři, nejaktivnější jsou za soumraku a v noci. Jejich domovské okrsky mohou mít rozlohu až 1 km2, ale bércouni si svá teritoria nijak nebrání. Jako skrýše před predátory využívají opuštěné nory surikat, pískomilů nebo jiných hlodavců, nebo se skrývají pod kameny a keři. V případě ohrožení dovedou rychle vyhrabat i vlastní noru. Spí na holé zemi, hnízda si nestaví.
Jednotlivé skrýše a loviště jsou propojené vyšlapanými cestičkami, které jsou udržovány v čistotě, bércouni pravidelně odklízí písek, kamínky nebo části rostlin. Je to důležité pro jejich přežití, jsou-li ohroženi, běhají po cestách rychlostí až 20 km/h do nejbližšího úkrytu a nečekaná překážka by je mohla stát cenné sekundy a tedy i život.
Bércouni jsou všežravci, živí se hlavně hmyzem, mravenci a termity a jinými drobnými bezobratlými, ale nepohrdnou také kořínky, mladými rostlinnými výhonky nebo bobulemi. Přes den se také sluní, nebo se koupou v písku.
Období rozmnožování připadá na srpen a září. Březost trvá 56 dní, rodí se jedno nebo dvě velká, velmi vyvinutá mláďata, která běhají už pár hodin po narození. Samice je nechává dlouho o samotě a vrací se jen, aby je nakojila. Mezi 16–25 dny věku jsou už odstavena a ve kolem 43 dne věku už dosahují pohlavní dospělosti a vydávají se hledat si vlastní domov.

## Chov bércounů
Bércouna afrického je možno chovat v teráriích nebo klecích pro malé savce. Jsou vhodnější spíše větší terária, zvláště pro chov v páru.
Jako substrát je nejlepší písek, při použití stěrku, hoblin nebo podobných materiálů je stejně nutné bércounům dát k dispozici misku s pískem (například písek pro činčily), aby se v něm mohli koupat. Bércouni také potřebují skrýš: kořeny, kameny, kusy kůry, květináč nebo třeba skutečný domeček vyrobený ze dřeva či lepenky. Hnízda si nestaví, nepotřebují tedy seno.
Milují, mají-li k dispozici zdroj tepla, jako je infrazářič používaný při chovu plazů.

### Krmení
Bércouni potřebují zdroj živočišného proteinu (navlhčené krmení pro kočky, tvaroh, mleté maso, vejce uvařené na tvrdo). K tomu přidáváme zeleninu a ovoce, směs semen a vitamínový doplněk. Bércouni také musí mít přístup k vodě.

## Chov v zoo
Ten druh je chován velmi vzácně, přibližně ve čtyřech desítkách zoo Evropy, a to zejména v Německu, kde mají takřka 30 veřejných chovatelů (stav jaro 2019). V Česku je chován pouze v Zoo Praha a Zoo Hluboká. Dříve byl tento bércoun chován také v Zoo Plzeň.

### Chov v Zoo Praha
Chov v Zoo Praha započal v letech 1993 až 1995. Poté následovala pauza. Chov byl obnoven v roce 2001 a pokračoval do roku 2014. K opětovnému obnovení chovu došlo v roce 2017, kdy byla přivezena samice. V lednu 2018 byla dovezena dvě zvířata (samci) z německých zoo. Na konci roku 2018 byli chováni dva samci a jedna samice. Další jedinec byl dovezen v březnu 2019 ze Zoo Hluboká (výměna samců). Na konci roku 2019 byl chován právě tento samec. V srpnu 2020 byla dovezena samice ze Zoo Dresden.